# نابالاکروس
نابالاکروس دهستانی در استان آبیلای اسپانیا است.
در این دهستان ۲۷۷ نفر زندگی می‌کنند. مساحت این دهستان ۴۹٫۳۱ کیلومتر مربع است.